# اورلاندو جوردن
اورلاندو جوردن (انگلیسی: Orlando Jordan؛ زادهٔ ۲۱ آوریل ۱۹۷۴) کشتی‌گیر کشتی حرفه‌ای اهل ایالات متحده آمریکا است.